# شاپرک‌های ماداگاسکار
شاپرک‌های ماداگاسکار (نام علمی: Whalleyana) نام یک سرده از راسته پروانه‌سانان است.